# Katherine de La Rochelle
Katherine (ou Catherine) de la Rochelle est une contemporaine de Jeanne d'Arc. Comme elle, elle vint trouver le roi et prêcher le peuple. Elle disait avoir pour mission, non pas d'aller à la guerre, mais d'exhorter le peuple à apporter son argent au roi, afin de contribuer ainsi à la délivrance du pays.

## Extrait du procès de Jeanne d'arc
Lors de son procès en mars 1431, Jeanne d'Arc confond la supercherie de son émule :
L'ÉVÊQUE. - Connûtes-vous point Catherine de La Rochelle ? L'avez-vous vue ?
JEANNE. - Oui, à Jargeau et à Monfaucon en Berry.
L'ÉVÊQUE. - Ne vous a-t-elle point montré une dame vêtue de blanc, qu'elle disait qui lui apparaissait aucunes fois ?
JEANNE. - Non.
L'ÉVÊQUE. - Que vous a dit cette Catherine ?
JEANNE. - Cette Catherine me dit que venait à elle cette dame blanche vêtue de draps d'or, qui lui disait qu'elle allât par les bonnes villes, et que le Roi lui baillât des hérauts et trompettes pour faire crier que quiconque aurait or, argent ou trésor mussé, l'apportât aussitôt ; et que ceux qui ne le feraient, et qui en auraient de mussés, elle les connaîtrait bien et saurait trouver lesdits trésors ; et ce serait pour payer mes gens d'armes. À quoi je répondis qu'elle retournât à son mari, faire son ménage et nourrir ses enfants. Et pour en savoir la certitude, j'en parlai à sainte Marguerite ou sainte Catherine, qui me dirent que du fait de cette Catherine n'était que folie, et que c'était tout néant. J'écrivis à mon Roi que je lui dirais ce qu'il en devait faire ; et quand je vins à lui, je lui dis que c'était folie et tout néant du fait de Catherine. Toutefois frère Richard voulait qu'on la mît en œuvre. Et ont été très mal contents de moi frère Richard et ladite Catherine.
L'ÉVÊQUE. - Avez-vous point parlé à Catherine de La Rochelle du fait d'aller à La Charité ?
JEANNE. - Ladite Catherine ne me conseillait point d'y aller, disant qu'il faisait trop froid et qu'elle n'irait pas. Elle voulait aller vers le duc de Bourgogne pour faire paix, et je lui dis qu'il me semblait qu'on n'y trouverait point de paix, si ce n'était par le bout de la lance. Je demandai à Catherine si cette dame blanche qui lui apparaissait venait toutes les nuits, et pour ce, je coucherais avec elle. Et j'y couchai, et veillai jusques à minuit, et ne vis rien, et puis je m'endormis. Quand vint le matin, je demandai si elle était venue : et elle me répondit qu'elle était venue, et que je dormais et qu'elle n'avait pu m'éveiller. Alors je lui demandai si elle ne viendrait point le lendemain, et elle me répondit que oui. Pour laquelle chose, je dormis de jour, afin de pouvoir veiller la nuit. Et je couchai la nuit suivante avec Catherine, et veillai toute la nuit. Mais je ne vis rien, bien que souvent je lui demandasse si elle ne viendrait point. Et Catherine me répondait : oui, tantôt.